# 신기초등학교 (경남)
신기초등학교는 대한민국 경상남도 양산시에 있는 공립 초등학교이다.

## 학교 연혁
- 1994. 09. 01. 양산초등학교에서 분리, 12학급 개교
- 1998. 07. 15. 교실수업혁신 교과부 평가(교육부장관표창)
- 1998. 10. 30. 경상남도지정 열린교육 시범학교
- 1999. 10. 24. 경상남도지정 사회체육교육 우수학교
- 2003. 11. 14. 양산시 지정 교육방송 중심학교
- 2004. 11. 25. 양산시 지정 독서교육 시범학교
- 2006. 10. 27. 경상남도지정 환경보전 시범학교
- 2011. 03. 01. 경상남도지정 보건교육 선도학교
- 2011. 03. 01. 경상남도 흡연예방 솔선수범학교
- 2011. 03. 01. 양산교육지원청 기초학력 책임지도 중심학교
- 2011. 12. 12. 양산교육지원청 국가수준 학업성취도 학교표창
- 2015. 02. 20. 제19회 졸업장 수여식, 졸업생 74명(총 2,818명)
- 2015. 03. 01. 장태분 제 11대 교장 부임
- 2015. 03. 01. 15(1)학급, 351명 편성(특수학급 포함)

## 참고 자료
- 신기초등학교 - 한국교육학술정보원 학교알리미